# ساحل بتانی (دلاور)
ساحل بتانی، دلاور (به انگلیسی: Bethany Beach, Delaware) یک سکونتگاه مسکونی در ایالات متحده آمریکا با جمعیت ۱٬۰۶۰ نفر است که در دلاویر واقع شده‌است.